# Veldkantkapel

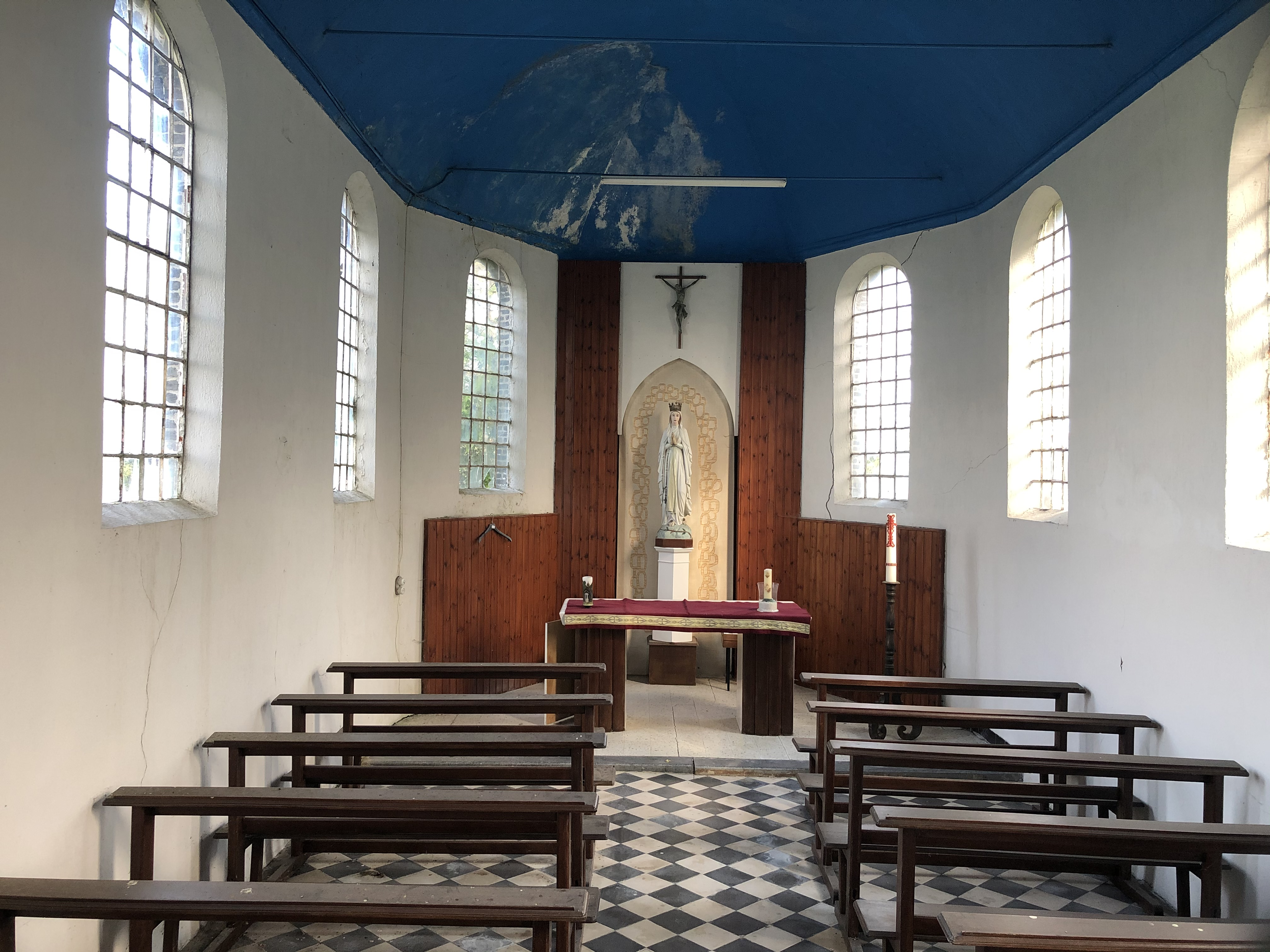
Binnenzicht van de Veldkantkapel op Paasdag 12 april 2020

De Veldkantkapel is een grote neogotische kapel aan de Grote Kerkvoetweg in Grimbergen. Dit is de weg langs waar de inwoners van Heienbeek (Verbrande Brug) destijds te voet ter kerke gingen toen dit gehucht zelf nog geen kerk had. Het is de grootste kapel van Grimbergen en ze is opgedragen aan Onze-Lieve-Vrouw van Lourdes.
De Veldkantkapel werd in 1872 of 1878 opgericht door de familie J. B. Luypaert-Potens uit dank voor een bekomen genezing. In 1883 werd ze vergroot in opdracht van de familie De Nayer-Leemans uit Vilvoorde uit dank voor de genezing van hun dochter. In 1902 liet graaf Cornet de Peissant bij de kapel een kleine grot maken waarin hij een O.L.V. beeld plaatste dat hij uit Lourdes had meegebracht.
Tijdens de zomermaanden had hier iedere vrijdagavond een misviering plaats en tot enkele jaren terug werden er nog missen gecelebreerd in Mariamaand, maar dat liet de staat van de kapel niet meer toe.
De kapel is privé eigendom, maar men kende de eigenaar niet meer. De laatste gekende eigenares was Josephine De Naeyer, die de kapel verkreeg in 1907. Na een zoektocht werden in 2021 vijf erfgenamen gevonden..